# Espagne aux Jeux mondiaux
Cet article contient des informations sur la participation et les résultats de l’Espagne aux Jeux mondiaux.
L'Espagne a participé à tous les Jeux mondiaux depuis la première édition de 1981.

## Bilan général

### Par année
| Édition | Année | Ville       | Pays       |   |   |   | Total | Rang |
| 1e      | 1981  | Santa Clara | États-Unis | 0 | 2 | 3 | 5     | -    |
| 2e      | 1985  | Londres     | Angleterre | 1 | 3 | 3 | 7     | -    |
| 3e      | 1989  | Karlsruhe   | Allemagne  | 0 | 4 | 8 | 12    | -    |
| 4e      | 1993  | La Haye     | Pays-Bas   | 3 | 2 | 4 | 9     | -    |
| 5e      | 1997  | Lahti       | Finlande   |   |   |   |       | -    |
| 6e      | 2001  | Akita       | Japon      | 5 | 4 | 1 | 10    | -    |
| 7e      | 2005  | Duisbourg   | Allemagne  | 6 | 6 | 3 | 15    | -    |
| 8e      | 2009  | Kaohsiung   | Taïwan     | 2 | 3 | 0 | 5     | -    |
| 9e      | 2013  | Cali        | Colombie   | 2 | 4 | 2 | 8     | 20e  |
| 10e     | 2017  | Wrocław     | Pologne    | - | - | - |       |      |